# Houaphan (provincija)
Houaphan (laoški: ແຂວງ ຫົວພັນ) je jedna od šesnaest provincija u Laosu.

## Zemljopis
Provincija se nalazi u sjeveroistočnom dijelu zemlje, prostire se na 16.500 km2.  Susjedne laoške provincije su Xiangkhouang na jugu i jugozapadu i Luang Prabang  na zapadu. Pokrajina na sjeveru, istoku i jugoistoku graniči s Vijetnamom.

## Demografija
Prema podacima iz 2005. godine u provinciji živi 280.898 stanovnika, dok je prosječna gustoća naseljenosti 17 stanovnika na km². Središte provincije je u gradu Xam Neua u kojem živi 46.800 stanovnika 2002. godine.

## Administrativna podjela
Provincija je podjeljena na osam distrikta.
| karta | kod        | ime        | laoški |
| ----- | ---------- | ---------- | ------ |
|       |            |            |        |
| 7-01  | Xamneua    | ເມືອງຊຳເໜືອ  |        |
| 7-02  | Xiengkhor  | ເມືອງຊຽງຄໍ້   |        |
| 7-03  | Viengthong | ເມືອງວຽງທອງ |        |
| 7-04  | Viengxay   | ເມືອງວຽງໄຊ  |        |
| 7-05  | Huameuang  | ເມືອງຫົວເມືອງ |        |
| 7-06  | Xamtay     | ເມືອງຊຳໃຕ້   |        |
| 7-07  | Sop Bao    | ເມືອງສົບເບົາ  |        |
| 7-08  | Et         | ເມືອງແອດ    |        |